# Emakumeen Nafarroako Klasikoa
La Emakumeen Nafarroako Klasikoa és una cursa professional femenina de ciclisme en ruta d'un dia que es disputa anualment per la comunitat autònoma de Navarra. És una de les dues competicions d'un dia que es celebren a Navarra sota el nom en anglès de Navarra Women's Elite Classics.
La primera edició es va disputar al 2019 i fou guanyada per la ciclista sud-africana Ashleigh Moolman.

## Palmarès
| Any  | Vencedor             | Segon                              | Tercer                   |
| ---- | -------------------- | ---------------------------------- | ------------------------ |
| 2019 | Ashleigh Moolman     | Lucy Kennedy                       | Ane Santesteban González |
| 2020 | Annemiek van Vleuten | Margarita Victoria García Cañellas | Anna van der Breggen     |
| 2021 | Annemiek van Vleuten | Demi Vollering                     | Elisa Longo Borghini     |
| 2022 | Sarah Gigante        | Veronica Ewers                     | Paula Patiño             |